# Rio Oso
Rio Oso är en census-designated place i Sutter County i Kalifornien. Vid 2010 års folkräkning hade Rio Oso 356 invånare.